# Kościół św. Marka Ewangelisty w Szatejkach
Kościół św. Marka Ewangelisty w Szatejkach – katolicki kościół w Szatejkach, (Šateikiai) (Litwa, rejon płungiański).
Neogotycki, murowany kościół ufundowany został przez Platerów,  zbudowany w latach 1862-1875 według projektu Tomasa Tišeckisa.
Budynek, zbudowany na planie krzyża ma 3 nawy i  szeroki transept. Wieża kościoła, o spiczastym dachu jest częściowo wysunięta przed fasadę. Wieża ma 6 kondygnacji. 3 dolne są czworoboczne, 3 górne mają przekrój ośmioboczny i są znacznie węższe od dolnych. Wszystkie szczyty (po bokach wieży, szczyty transeptu oraz końcowy nawy głównej) są ozdobione zębatymi ściankami attykowymi. Całość zdobią dodatkowo pinakle, ostrołukowe nisze i schodkowe szkarpy. Ostrołukowy portal tworzy wejście główne do kościoła.
Na wyposażeniu kościoła zachował się dzwon z 1777 oraz organy z II połowy XIX wieku, nieznanego organmistrza, o 2 manuałach, 4 pedałach i 16 rejestrach.

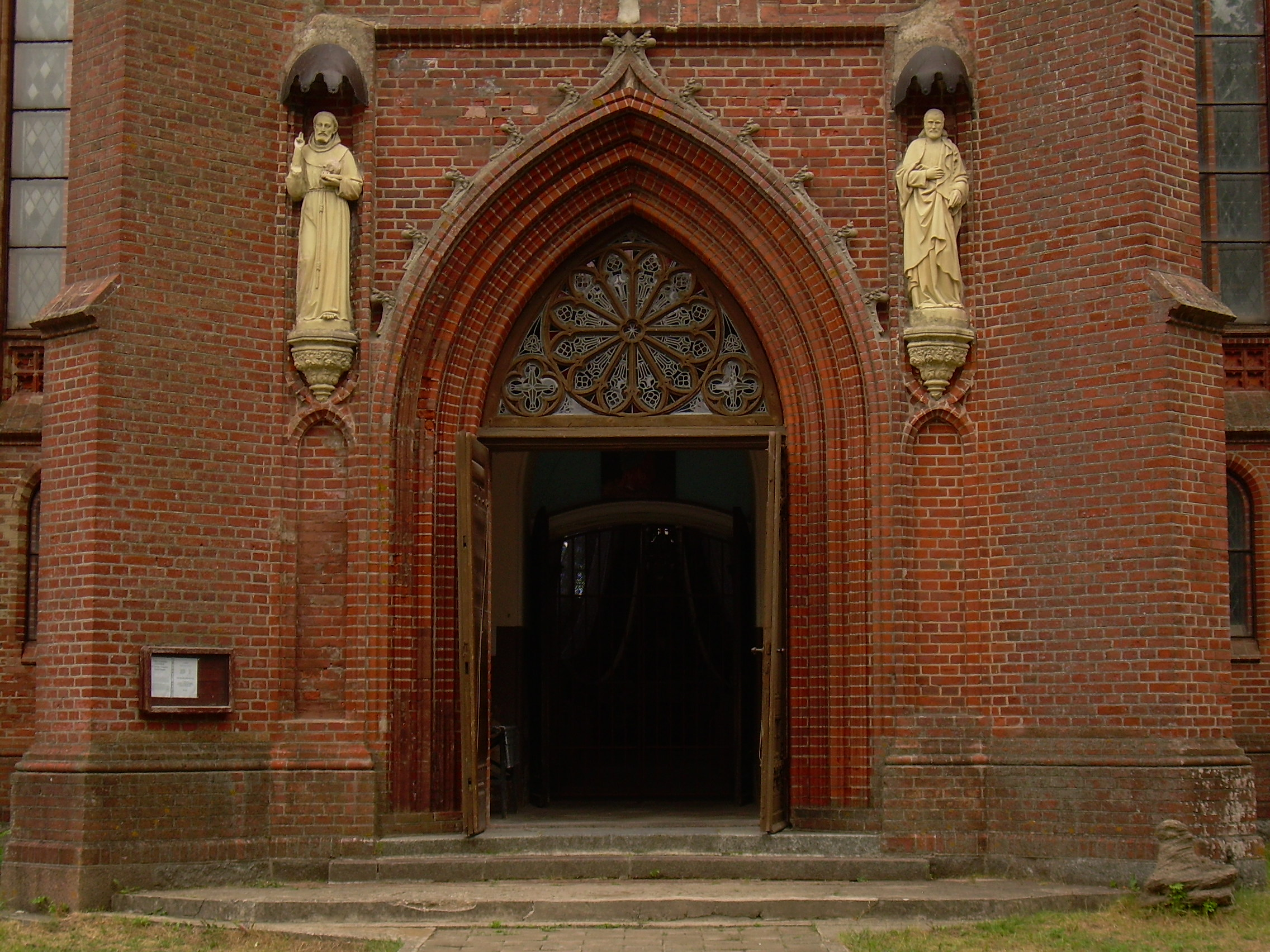
Wejście główne